# Mike Edwards (cầu thủ bóng đá, sinh năm 1974)
Mike Edwards (sinh ngày 10 tháng 9 năm 1974) là một cầu thủ bóng đá người Anh, thi đấu ở vị trí tiền vệ ở Football League/Championship cho Tranmere Rovers.
Ông có một thời gian ngắn ở Canada thi đấu cho Red Star Chile nơi giành chức vô địch ở Giải vô địch và Cúp.